# مجازة وعائية
المجازة الوعائية (بالإنجليزية: Vascular bypass)‏ أو الطعم الوعائي (بالإنجليزية: vascular graft)‏ هي عملية جراحية تجرى لتحويل مجرى الدم في جزء من الجسم. تجرى هذه العمليات لمعالجة حالات نقص وصول الدم إلى بعض الأعضاء (نقص التروية) وكذلك تجرى ضمن عمليات زراعة الأعضاء.
عادة ما يستعمل وريد الشخص ذاته طعما بعمليات المجازة الوعائية، لكن في حالات أخرى، تستعمل مواد مصنوعة من متعدد رباعي فلورو الإيثيلين أو يستعمل طعم خيفي من شخص متبرع. كما يمكن استعمال الشرايين طعما في عمليات المجازة الوعائية. كما يشاع استعمال الوريد السري في هذه العمليات.
يخيط الجراح الطعم بالوعاء الدموي المستهدف يدويا باستعمال خيط جراحي لتكوين مفاغرة جراحية.
من أبرز عمليات المجازة الوعائية تلك التي تجرى للقلب، مثل جراحة فتح مجرى جانبي للشريان التاجي، وكذلك في الأطراف السفلى، حيث تجرى هذه العمليات للأمراض الوعائية المحيطية. كما تستعمل في الديلزة للوصول إلى الوعاء الدموية المطلوب.

## التقييم
يطلب معظم الجراحين من المريض قبل إنشاء المجازة إجراء دراسة تصويرية لتحديد شدة الأذية الوعائية وموقعها. في حالات أمراض القلب والأطراف السفلية، يتطلب الأمر تصوير الأوعية الظليل. أما في حال الحاجة لإنشاء مدخل للديال الدموي، يمكن تقييم الأوعية المستهدفة باستخدام الموجات فوق الصوتية. في بعض الأحيان، يأخذ تصوير الأوعية المقطعي المبرمج محل تصوير الأوعية التقليدي.

## مضادات الاستطباب
يعتبر عدم وجود مسلك وريدي مناسب أحد مضادات الاستطباب النسبية لجراحة المجازات، واعتمادًا على مدى الأذية، يمكن للطبيب استخدام بدائل لها. تزيد بعض الحالات الطبية من مخاطر الجراحة، كالداء القلبي الإقفاري أو مرض الانسداد الرئوي المزمن، ولذلك تعتبر من مضادات الاستطباب النسبية. وفي الأمراض الوعائية التاجية والمحيطية، يشكل عدم وجود جريان سطحي إلى المنطقة الواقعة أقصى الجزء المصاب أحد مضادات الاستطباب؛ إذ لن تُحل المشكلة بإنشاء مجازة وعائية حول شريان مريض إلى منطقة مريضة أخرى.
قد يرشح المريض لعملية الرأب الوعائي أو وضع دعامة، إذا كان الخضوع لعملية المجازات يعرضه لخطر كبير.

## المخاطر والمضاعفات
قد تحمل عملية المجازات الوعائية العديد من المضاعفات.
مخاطر متعلقة بالمجازة:
- انسداد الطعم الحاد: هو انسداد طعم المجازة الوعائية بعد فترة وجيزة من العملية. تختلف أسباب الانسداد الحاد عن أسباب الانسداد المزمن، وتتضمن: المشاكل الوظيفية (كتضيق المفاغرة والانحلال الصمامي الجزئي في وريد غير معكوس) والخثار. يعتبر الانسداد الحاد نادر الحدوث، ولكنه يتطلب دائمًا إعادة العملية.

مخاطر عامة متعلقة بالجراحة:
- النزف.
- الإنتان.
- الانصمام.

## التعافي
يتعافى المرضى في وحدة العناية المركزة أو وحدة العناية القلبية لمدة يوم أو يومين بعد جراحة المجازات التاجية أو الوعائية العصبية. ينقل المرضى فيما بعد إلى وحدة مراقبة أخف كوحدة العناية المتوسطة أو سرير الجناح، شريطة أن يكون التعافي طبيعي وبدون مضاعفات. واعتمادًا على مدى الجراحة، قد ينقل مرضى مجازات الأطراف السفلية إلى وحدة العناية المتوسطة أو سرير الجناح مباشرةً بعد العملية. تركز المراقبة التالية لجراحة المجازات على العلامات والأعراض التي تشير لنزيف الطعم وانسداده. في حال أثبت وجود نزف، قد تتضمن الخطة العلاجية خيارات تتراوح من نقل الدم إلى إعادة الجراحة. تشمل المضاعفات الشائعة خلال فترة بقاء المريض في المستشفى: إنتان الجرح وذات الرئة وعدوى الجهاز البولي وانسداد الطعم.
يوصف للمرضى عند خروجهم من المستشفى مسكنات ألم فموية، ويجب وصف أدوية الستاتين ومضادات الصفائح، في حال عدم وجود مضادات استطباب وكان سبب المرض الوعائي تصلب الشرايين (على سبيل المثال: أمراض الشرايين المحيطية أو مرض الشريان التاجي). قد يشعر بعض المرضى بالتعافي بعد شهر واحد من العملية، ولكن قد يعاني البعض الآخر من المشاكل لأشهر عديدة بعد العملية.
ينصح المرضى بتجنب رفع الأحمال الثقيلة والأعمال المنزلية والقيام بنشاطات شاقة، كممارسة الغولف أو كرة المضرب أو السباحة، خلال الأشهر الثلاثة الأولى التالية لمعظم عمليات المجازات، كي تلتئم الجروح بشكل جيد، وخاصةً عظم القص بعد مجازة الشريان التاجي.
يجب زيارة الطبيب بشكل منتظم بعد أي عملية جراحية، لمتابعة عملية التعافي ومراقبتها. يحدد موعد المتابعة مع الجراح عادةً بعد أسبوعين إلى أربعة أسابيع من الجراحة. يقل تواتر الزيارات تدريجيًا مع تحسن صحة المريض.
لا تعالج العمليات التي تجرى بسبب تصلب الشرايين المشكلة الأيضية التي أدت إلى المرض الوعائي، ويتطلب علاج ذلك تغيير نمط الحياة كالإقلاع عن التدخين واتباع نظام غذائي صحي وممارسة التمارين الرياضية بانتظام.